# Virum Station
Virum Station er en station på Nordbanen, og er dermed en del af S-togs-systemet. Stationen dækker kvarteret Virum, nord for Kongens Lyngby. Det oprindelige trinbræt ved Virumgade blev 15. maj 1936 flyttet 700 meter mod nord i forbindelse med elektrificeringen af banen.

## Galleri
- Stationen set fra nord.
- Linje A på stationen.
- Rejsekortstandere og klippekortautomat.
- Trappehus.
- Trappehus indvendigt.
- Stationsbygningen.

## Antal rejsende
Ifølge Østtællingen var udviklingen i antallet af dagligt afrejsende med S-tog:
| År   | Antal | År   | Antal | År   | Antal | År   | Antal |
| ---- | ----- | ---- | ----- | ---- | ----- | ---- | ----- |
| 1957 | -     | 1974 | 2.467 | 1991 | 2.000 | 2001 | 1.738 |
| 1960 | -     | 1975 | 2.412 | 1992 | 2.055 | 2002 | 1.738 |
| 1962 | -     | 1977 | 2.194 | 1993 | 2.030 | 2003 | 1.870 |
| 1964 | -     | 1979 | 2.517 | 1995 | 2.012 | 2004 | 1.835 |
| 1966 | -     | 1981 | 2.712 | 1996 | 2.003 | 2005 | 1.770 |
| 1968 | 3.284 | 1984 | 2.488 | 1997 | 1.943 | 2006 | 1.673 |
| 1970 | 3.154 | 1987 | 2.253 | 1998 | 1.978 | 2007 | 1.727 |
| 1972 | 3.111 | 1990 | 2.010 | 2000 | 1.855 | 2008 | 1.752 |